# Reinhold Lewin
Reinhold Lewin (geboren 3. April 1888 in Magdeburg; gestorben im März 1943 im KZ Auschwitz) war ein deutscher Rabbiner.

## Leben
Reinhold Lewin besuchte das Gymnasium in Magdeburg. Er erhielt ab 1906 eine Rabbinerausbildung am Jüdisch-Theologischen Seminar (JTS) in Breslau und studierte Philosophie und Geschichte an der Universität Breslau, an der er 1912 promoviert wurde, nebenher arbeitete er als Lehrer an der Religionsschule I in Breslau. Ab 1912 war er zunächst zweiter Gemeinderabbiner in Leipzig und wurde 1915 als Feldrabbiner bei der 3. Armee an der Westfront eingesetzt. Er wurde mit dem EK II und dem Ritterkreuz des Albrechts-Ordens I. Klasse mit Schwertern ausgezeichnet. Von 1920 bis 1938 war er Rabbiner in Königsberg. Dort wurde er Mitglied der Kant-Loge. 1924 gründete er das Königsberger Jüdische Gemeindeblatt und gab dieses bis 1938 heraus. Um 1925/26 war er stellvertretender Vorsitzender des Verbandes für jüdische Wohlfahrtspflege. Ab 1938 war er Rabbiner in Breslau. Eine Emigration in die USA scheiterte am Widerstand des US-amerikanischen Konsulats in Berlin. Lewin, seine Frau Evie und zwei Kinder wurden 1943 in das KZ Auschwitz deportiert und dort ermordet. Der älteste Sohn konnte vorher emigrieren und kämpfte im Zweiten Weltkrieg in der British Army.
Lewins Vorarbeiten zu seiner Dissertation Luthers Stellung zu den Juden. Ein Beitrag zur Geschichte der Juden in Deutschland während des Reformationszeitalters gewannen 1910 das jährlich ausgerichtete Preisausschreiben der Evangelisch-Theologischen Fakultät der Universität Breslau. In der Dissertation führte er erstmals alle wichtigen Texte Luthers über die Juden auf. Lewin befasste sich in seiner Dissertation auch mit Luthers Konflikt mit der jüdischen Schriftauslegung. Lewin stellte in der Biographie Luthers eine sich wandelnde Einstellung fest: Von einer Phase der Gleichgültigkeit ohne praktisches Interesse, gefolgt von einer Phase der Missionierung ging Luther zu einem hasserfüllten Antijudaismus über, als seine Pläne zur Missionierung bei den angesprochenen Juden keine Zustimmung fanden. Lewins Dissertation wurde andererseits wegen ihrer „psychologisch-biographischen“ Form kritisiert.
Lewins Studie gilt als „erste umfassende wissenschaftliche Monographie“ zum Thema „Martin Luther und die Juden“, die aber im Kaiserreich und in der Weimarer Republik kaum wissenschaftlich rezipiert, sondern entweder angefeindet oder dem Vergessen anheimgegeben wurde. In Verkehrung der Argumentation wurde Lewin in der Zeit des Nationalsozialismus unterstellt, er habe Luthers Gegnerschaft gegen die Juden abschwächen wollen.
Lewins Untersuchung wurde in den 1970er Jahren von Johannes Brosseder kritisch aufgenommen und zumindest von Heiko Augustinus Oberman als „grundlegend“ anerkannt, gleichwohl wurde ihr vorgeworfen, die Theologie Luthers bei der Deutung seiner Schriften ausgeblendet zu haben.
Lewins Schrift wurde 1973 nachgedruckt und im Jahr 2002 durch Peter von der Osten-Sacken gewürdigt, der seine Untersuchung Martin Luther und die Juden dem Gedenken an Reinhold Lewin widmete. Von der Osten hob die „einfühlsame und gerechte Deutung“ Luthers antijudaischer Schriften hervor.

## Schriften (Auswahl)

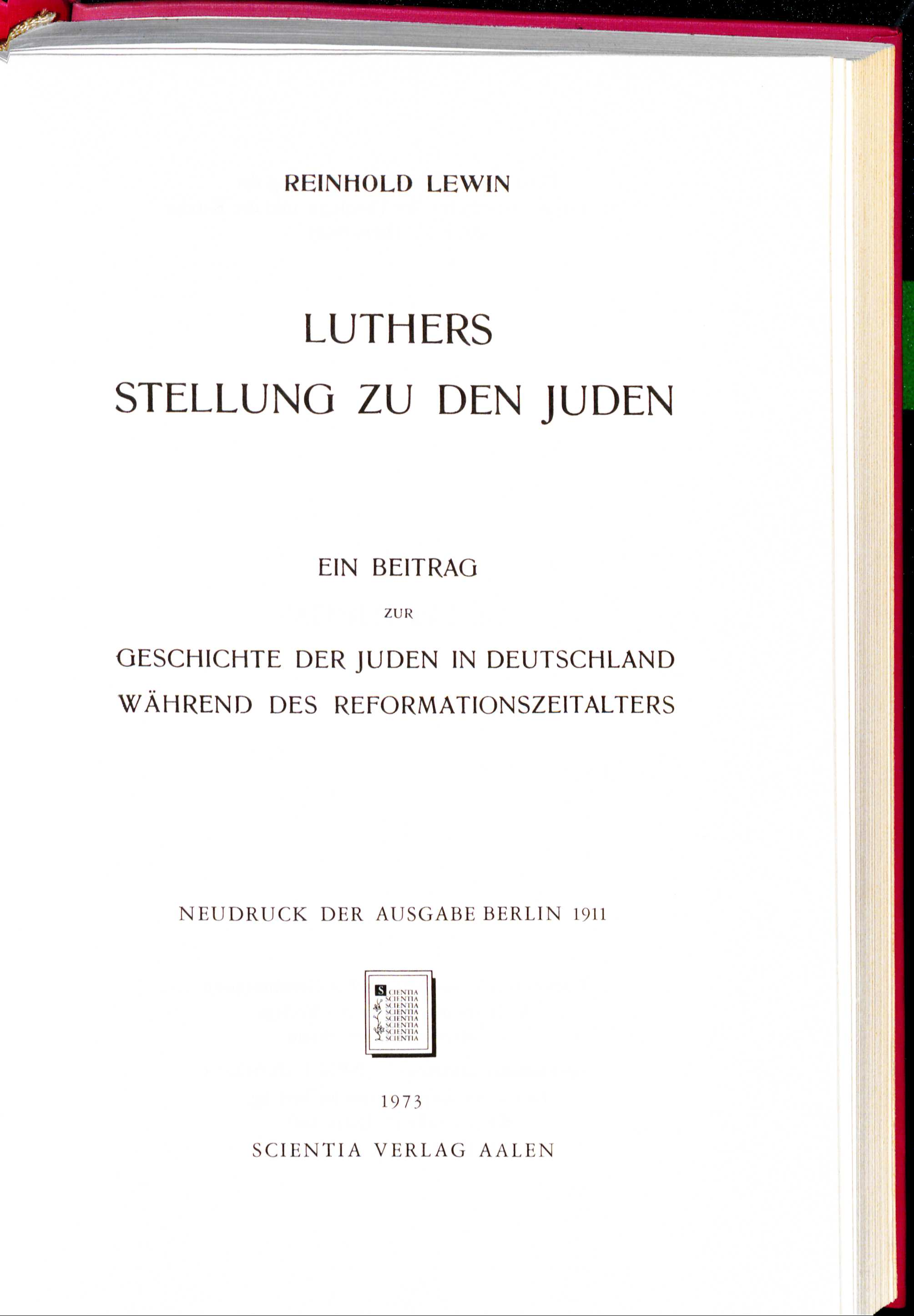
Titelblatt (1911, 1973)

- Luthers Stellung zu den Juden: Ein Beitrag zur Geschichte der Juden in Deutschland während des Reformationszeitalters. Dissertation Breslau. Berlin 1911
  - Nachdruck: Scientia Verlag, Aalen 1973, ISBN 3-511-04280-1.
  - Neuausgabe: Luthers Stellung zu den Juden. Herausgeber Karsten Krampitz. Alibri, Aschaffenburg 2017, ISBN 978-3-86569-279-5
- Bibliographischer Vierteljahrsbericht für die Jüdische Literatur. Kaufmann, Leipzig 1914 [nur ein Heft erschienen]
- Die Judengesetzgebung Friedrich Wilhelms II. In: Monatsschrift für Geschichte und Wissenschaft des Judentums, 1917
- Der Krieg als jüdisches Erlebnis. Vortrag. In: Monatsschrift für Geschichte und Wissenschaft des Judentums, 1919. Schatzky, Breslau 1919, S. 1–14.
- Was verlor die deutsche Judenheit durch den Frieden von Versailles? In: CV-Zeitung, 1919
- Mose und Kant. Vortrag, gehalten am zweiten Tage des Pesachfestes 5684 (20. April 1924) in der Neuen Synagoge zu Königsberg. Hartungsche Buchdruckerei, Königsberg 1924, 7 Seiten